# Kopparacetat
Kopparacetat är saltet av koppar och ättiksyra. Den förekommer mer allmänt som hydrerad dimer (tetraacetat) med formeln Cu2(CH3CO2)4(H2O)2. Dimeren har en mer blågrön ton än monomeren som är mörkt grön.

## Framställning
Kopparacetat har tillverkats sedan antiken genom att sänka ner kopparskivor i vinäger. Den blågröna beläggning som bildades skrapades av och löstes upp i vatten (vilket avlägsnade många andra kopparsalt som inte är vattenlösliga).
Idag framställs kopparacetat av kopparsulfat (CuSO4), ammoniak (NH3) och ättiksyra (CH4CO2) varvid även ammoniumsulfat ((NH4)2SO4) bildas.
{\displaystyle {\rm {2\ CuSO_{4}\cdot 5\ H_{2}O+4\ NH_{3}+4\ CH_{4}CO_{2}\rightarrow }}}
{\displaystyle {\rm {Cu_{2}(CH_{3}O_{2})_{4}(H_{2}O)_{2}+2\ (NH_{4})_{2}SO_{4}+8\ H_{2}O}}}
Saltet kan dehydreras genom att värmas upp till 100 °C i vakuum.

## Användning
- Kopparacetat har använts som färgpigmentet spanskgröna
- Kopparföremål brukar ibland beläggas med ett lager av kopparacetat genom att behandlas med ättiksyra för att se äldre ut.
- Tabletter av kopparacetat har använts för att skrämma bort hajar. Tabletterna löser långsamt upp sig i vatten och utsöndrar en lukt som antas verka frånstötande på hajar.